# Çatalarmut, Gördes
Çatalarmut là một xã thuộc huyện Gördes, tỉnh Manisa, Thổ Nhĩ Kỳ. Dân số thời điểm năm 2011 là 274 người.